# Tercet
Tercet (šp. terceto) je vrsta strofe od tri stiha koji imaju preko osam slogova (šp. verso de arte mayor). Uvek ide u kombinaciji sa drugim tercetom ili sa drugim vrstama strofe, kao što je katren (u sonetu). Vezani terceti su najčešći slučaj. To je niz terceta u jedanaestercu čiji je raspored rime ABA – BCB – CDC itd. Potiče iz italijanske književnosti (ital. terza rima), kojom je napisana Danteova Božanstvena komedija) 

## Tercet ušpanskoj književnosti
Huan Boskan uvodi tercet iz italijanske u špansku književnost. Ova vrsta strofe se najčešće koristi u elegijama, naraciji, a posebno u didaktičkoj poeziji. Rima je obično ABA:
{{citat|
-{No sólo en plata o víola troncada
se vuelva, mas tú y ello juntamente
en tierra, en humo, en polvo, en sombra, en nada}-.|Luis de Gongora}}
Tercet se nije oduvek koristio u vezanoj formi, već postoje i nezavisni terceti: ABA – CDC – EFE, ili ABB – CDD – EFF (Lope de Vega ih je koristio u nekim od svojih novih komedija) ili istoriman, koji ima istu rimu, AAA – BBB – CCC, primer ovoga je pesma ”La novia abandonada“ od Santosa Ćokana, koja ima stihove od četrnaest slogova: 
{{citat|
-{Todas las tardes llega la novia abandonada
a sentarse en la orilla del mar; y la mirada
fija en un punto como si no mirase nada,
Mientras que el mar, al son de su eterna canción,
hincha y rompe las olas, de peñón a peñón,
como un niño que juega con globos de jabón…}-}}